# Ил дьо Франс (овца)
Ил дьо Франс е френска порода овце с предназначение добив на и месо и вълна.

## Разпространение
Тази порода е създадена през 1830 г. във Френския ветеринарен колеж в Париж. Името на породата е в резултат на района, в който е създадена - Ил дьо Франс. Породообразуването е в резултат на кръстосване на овце майки от породата Рамбуйе с кочове от породата Лестър и целенасочена селекция на получените приплоди с цел да се получат животни с добра месодайност и със средно нежна вълна. В резултат на дългогодишна племенна работа са получени едри и ранозрели животни с добра месодайност. Добрите приспособителни качества към различни климатични условия правят породата предпочитана месодайна овца в различни части на света. В България е внесена за пръв път през 1968 г.
Към 2008 г. броят на представителите на породата в България е бил 3363 индивида.
Рисков статус (за България) – рядко разпространена.

## Описание
Главата е голяма и широка, бяла и зарунена до очната линия. Шията е къса и замускулена. Краката са бели и обрасли с вълна до скакателните стави. Тялото е правоъгълно, гърдите са дъблоки, а краката са добре замускулени и подчертават месодайните качества на породата. Вълната е бяла.
Овцете са с тегло 65 – 70 kg, а кочовете 110 – 120 kg. Средният настриг на вълна е 4 – 5 kg при овцете и 5 – 6 kg при кочовете. Плодовитостта е в рамките на 180 – 200%. Варира от 130 до 160 агнета от 100 оагнени овце майки в зависимост от сезона. На 3 месечна възраст достигат 30 kg, а на 6 месечна възраст 50-60 kg. Средния дневен прираз до 30 дни е 250-300g, до 70 дни 330-360g. Имат висока степен на оползотворяшане на фуража. Имат нисък разход на фураж за 1 kg прираст до стандартното тегло от 35-40 kg.